# Chiese di Enna
Nella storia di Enna sono molte le chiese demolite, scomparse, dismesse e sconsacrate.
Il censimento effettuato all'inizio del XIX secolo annoverava 133 chiese di cui 52 dedicate alla figura mariana nelle varie accezioni e titoli. Attualmente poco più di una trentina di luoghi di culto costituisce il patrimonio della città. Molti edifici, dopo il 1866, sono stati destinati ad altro uso, mentre di alcuni restano solo ruderi, testimonianze di trascorsi fasti; della restante parte, rimane solo il ricordo che si ravvisa nella toponomastica cittadina.
Alcuni eventi sismici hanno minacciato in epoche differenti il ricchissimo patrimonio storico, artistico e religioso della città, fra cui:
- Terremoto di Catania del 1169 provoca danni;
- Terremoto nel Val di Noto, Anno Domini 1542 o Magnus Terremotus in terra Xiclis provoca danni;
- Terremoto del Val di Noto del 1693 catastrofico in tutto il vicinissimo Val di Noto.

La storica piazzaforte normanna col contributo degli aleramici e lombardi, costituiva il baluardo contro i territori della sponda mediterranea controllati dagli arabi insediati nel Val di Mazara e nel Val di Noto. Alcuni dei luoghi di culto serbano testimonianze delle numerose dominazioni trascorse: la Chiesa delle Anime Sante, la Chiesa di San Francesco di Paola detta del «Santo Padre», la Chiesa dello Spirito Santo, la Chiesa di San Francesco d'Assisi, la Chiesa di San Michele Arcangelo ex e primitiva Moschea, la Chiesa di Maria Santissima del Carmelo, la Chiesa di Santa Maria del Gesù di Montesalvo, il Santuario di Papardura, il Duomo di Maria Santissima della Visitazione.
Nel 2008 al Duomo è attribuito il titolo di «Monumento di Pace». Per l'insigne profilo normanno - svevo, rinascimentale e barocco è dichiarato Patrimonio dell'Umanità e posto sotto la tutela dell'UNESCO.

## Chiese attuali e quelle non più esistenti
Suddivisione in ordine alfabetico:

### A
| - Chiesa dell'Angelo Custode - Chiesa delle Anime Sante - Chiesa di Monte Salvo - Chiesa di Sant'Agata - Chiesa di Sant'Agostino | - Chiesa di Sant'Alberto - Chiesa di Sant'Anna - Chiesa di Sant'Antonio Cretaccio - Chiesa di Sant'Antonio della Misericordia - Chiesa di Sant'Antonio di Piazza |

### B
| - Chiesa di San Bartolomeo Apostolo - Chiesa di San Benedetto | - Chiesa di San Biagio |

### C
| - Chiesa dei Santi Cosma e Damiano - Chiesa di San Calogero o Chiesa di Santa Maria in Portosalvo - Chiesa di San Cataldo | - Chiesa di San Cristoforo - Chiesa di Santa Chiara |

### D
| - Chiesa di Santa Dominica | - Chiesa di San Domenico o Chiesa di San Giovanni Battista |

### E
| - Chiesa di Sant'Eligio o Chiesa di Sant'Alù |

### F
| - Chiesa di San Filippo del Monte - Chiesa di San Francesco d'Assisi e Convento | - Chiesa di San Francesco d'Assisi e Santa Caterina da Siena - Chiesa di San Francesco di Paola detta del «Santo Padre» |

### G
- Santuario di San Giuseppe primitiva Chiesa di San Benedetto[3]

| - Chiesa del Santissimo Crocifisso di Papardura - Chiesa del Santissimo Crocifisso di Pergusa - Chiesa del Santissimo Salvatore - Chiesa di San Giorgio | - Chiesa di San Giuseppe e Cappella di San Giusippuzzu - Chiesa di San Giovannello - Chiesa di San Giovanni Battista o Chiesa di San Domenico - Chiesa di San Giovanni |

### L
| - Chiesa di San Leonardo Abate in Montesalvo - Chiesa di San Leone | - Chiesa di Santa Lucia |

### M
- Duomo di Maria Santissima della Visitazione[5],[3]
- Santuario di Papardura

| - Cappella di Maria Santissima delle Grazie - Chiesa della Madonna Addolorata - Chiesa della Madonna di Valverde - Chiesa della Santa Concezione o «Chiesola» o «Immacolatella» - Chiesa di Maria Santissima del Carmelo e Convento Carmelitano - Chiesa di Maria Santissima del Perpetuo Soccorso - Chiesa di Santa Maria del Gesù di Montesalvo - Chiesa di Santa Maria del Popolo - Chiesa di Santa Maria di Nissoria - Chiesa di Santa Maria la Donna Nuova | - Chiesa di Santa Maria la Potenza detta di «Loreto» - Chiesa di Santa Maria in Portosalvo o Chiesa di San Calogero - Chiesa di Maria Mater Ecclesiae - Chiesa di San Marco alle Vergini - Chiesa di San Matteo - Chiesa di San Michele Arcangelo ex Chiesa di Santa Maria Maiuri o Moschea - Chiesa di Santa Margherita - Chiesa di Santa Maria Maddalena - Chiesa di San Martino |

### N
| - Chiesa di San Nicola |

### O
| - Chiesa di Sant'Onofrio | - Chiesa di Sant'Orsola |

### P
| - Chiesa di San Paolino - Chiesa di Santa Petronilla | - Chiesa dei Santi Pietro e Paolo - Chiesa di San Pietro |

### R
| - Chiesa di San Rocco |

### S
| - Chiesa di San Sebastiano | - Chiesa dello Spirito Santo |

### T
| - Chiesa di Santa Teresa | - Chiesa di San Tommaso Apostolo |

### V
| - Chiesa di Santa Venera |

### Chiese sconsacrate
- Chiesa di San Michele Arcangelo
- Chiesa di San Pietro e Paolo
- Chiesa di Santa Maria di Portosalvo
- Chiesa di Santa Maria della Grazia
- Chiesa di Santa Teresa
- Chiesa delle Orfane e Congregazione della Carità

### Chiese demolite
- Chiesa di Santa Croce
- Chiesa di Santa Maria Maiuri
- Chiesa di San Nicolò al «Castello»

## Case
{Elenco in aggiornamento}
- Casa del fanciullo

## Compagnie
{Elenco in aggiornamento}

## Collegi
{Elenco in aggiornamento}
- Collegio di Maria
- Chiesa e Collegio dei Gesuiti
- Capitolo della Collegiata Chiesa Madre
- Collegio di San Pietro

## Confraternite
{Elenco in aggiornamento} 34
- Confraternita dello Spirito Santo presso la Chiesa dello Spirito Santo
- Confraternita del Santissimo Salvatore
- Confraternita la Donna Nuova presso la Chiesa di Santa Maria la Donna Nuova
- Confraternita di San Giuseppe fusione della Confraternita di San Giuseppe, Confraternita di San Girolamo, Confraternita di Santa Apollonia
- Confraternita delle Anime Sante del Purgatorio presso la Chiesa delle Anime Sante
- Confraternita della Santissima Passione
- Confraternita del Santissimo Sacramento presso la Chiesa di San Tommaso
- Confraternita di Santa Maria Immacolata fusione della Confraternita di Sant'Orsola e Confraternita dei Cordigeri
- Confraternita di Santa Maria del Rosario
- Confraternita di Maria Santissima di Valverde presso il Santuario di Valverde
- Confraternita di Santa Maria delle Grazie presso la Chiesa di Sant'Agostino
- Confraternita del Sacro Cuore di Gesù
- Confraternita di Santa Maria della Visitazione
- Confraternita di Santa Maria Addolorata
- Confraternita del Santissimo Crocifisso di Pergusa presso la Chiesa di San Leonardo
- Confraternita di Sant'Anna
- Confraternita di Santa Maria della Potenza detta del Loreto

## Congregazioni
{Elenco in aggiornamento}
- Congregazione di Carità
- Confraternita di Santa Maria Lauretana

## Conservatori
{Elenco in aggiornamento}

## Conventi
Elenco conventi:
{Elenco in aggiornamento}
- Convento francescano dei frati conventuali e Chiesa dei Cappuccini[3]
- Convento dei Frati Minori Francescani presso la Chiesa di Santa Maria del Gesù di Montesalvo
- Convento dei padri Carmelitani presso la Chiesa del Carmine
- Convento di Sant'Agostino
- Convento di San Francesco di Paola dei Paolotti o dei Frati minimi

### Corporazioni religiose soppresse
Fra parentesi le date di costituzione e di soppressione della corporazione.
- Chiesa Eremo di Rossomanno (1617 - 1756)
- Chiesa del Santissimo Crocifisso (1776 - ?)
- Convento dei Padri Cappuccini (1846 - 1867)
- Convento di San Domenico (1513 - 1767)
- Convento di San Francesco d'Assisi 1299, (1457 - 1856)
- Convento di San Francesco di Paola (1549 - 1853)
- Convento di Sant'Agostino (1449 - 1810)

## Fratellanze
{Elenco in aggiornamento}

## Monasteri
{Elenco in aggiornamento}
- Monastero di Santa Maria del Popolo presso la chiesa di Santa Maria del Popolo
- Monastero femminile di San Marco presso la chiesa di San Marco alle Vergini
- Monastero benedettino presso la chiesa di San Giuseppe primitiva chiesa di San Benedetto

### Corporazioni religiose soppresse
Fra parentesi le date di costituzione e di soppressione della corporazione.
- Monastero di San Benedetto (1577 - 1800)
- Monastero di San Marco Le Vergini delle Carmelitane scalze (1660 - 1850)
- Monastero di Santa Maria del Popolo (1511 - 1879)
- Monastero di Santa Maria delle Grazie (1570 - 1787)

## Oratori
{Elenco in aggiornamento}
- Oratorio di Santa Maria del Rito
- Oratorio di San Sebastiano

## Ospedali
{Elenco in aggiornamento}
Elenco dei XX ospedali cittadini:
- Ospedale dell'ordine dei Cavalieri di San Giacomo d'Altopascio
- Ospedale Fatebenefratelli di San Giovanni di Dio
- Ospedale di San Giacomo
- Chiesa e Caseggiato dell'Ospedale attuali siti della Questura e del Palazzo di Governo

## Ospizi
{Elenco in aggiornamento}
- Orfanotrofio di San Michele Arcangelo e Chiesa dell'Antico Orfanotrofio
- Orfanotrofio di San Giorgio

## Sinagoghe
{Elenco in aggiornamento}

## Moschea
- Moschea divenuta Chiesa di San Michele Arcangelo

## Società
{Elenco in aggiornamento}

## Unioni
{Elenco in aggiornamento}
- Pia Unione Figlie di Maria

## Galleria d'immagini

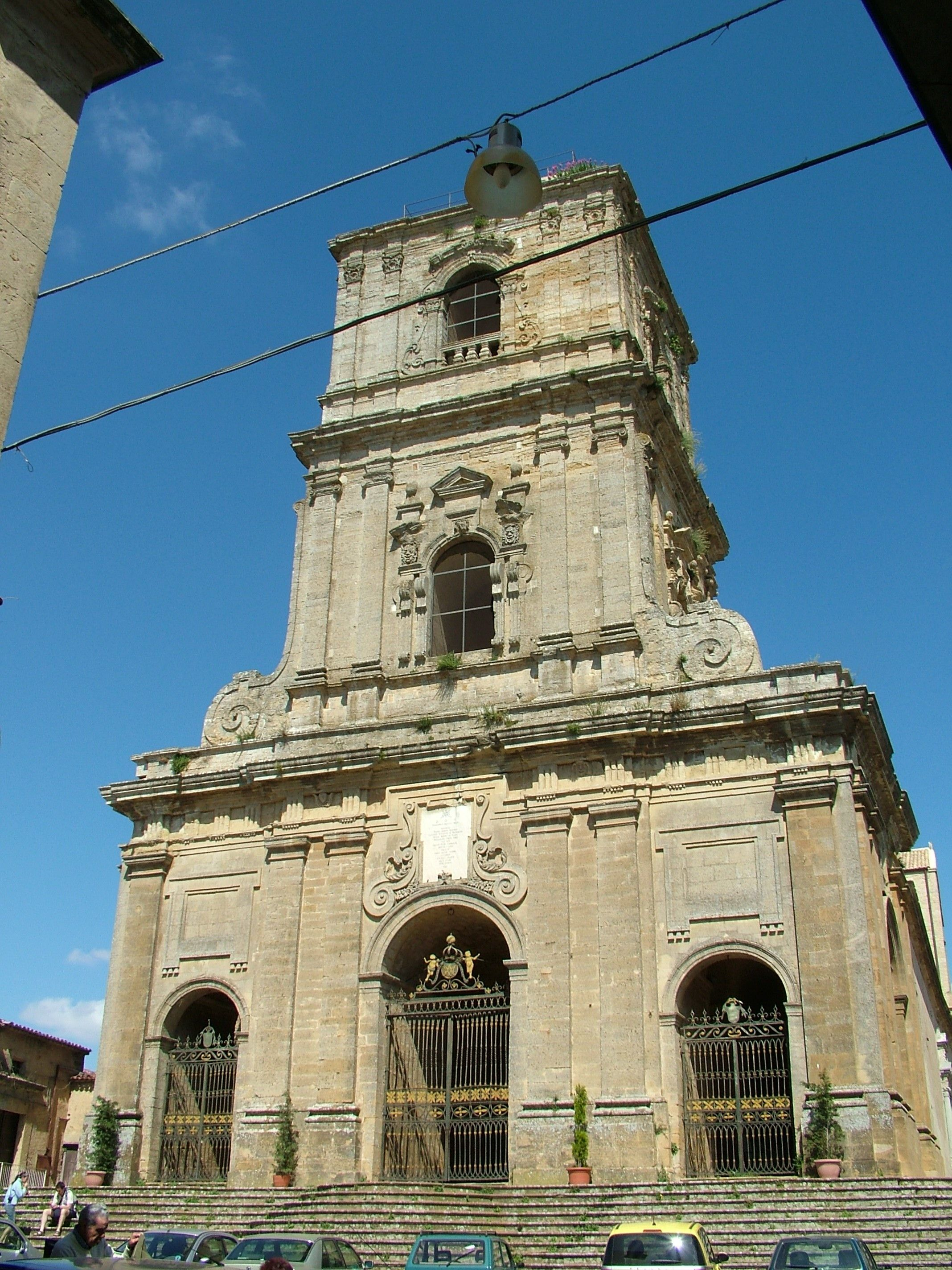
Duomo di Maria Santissima della Visitazione
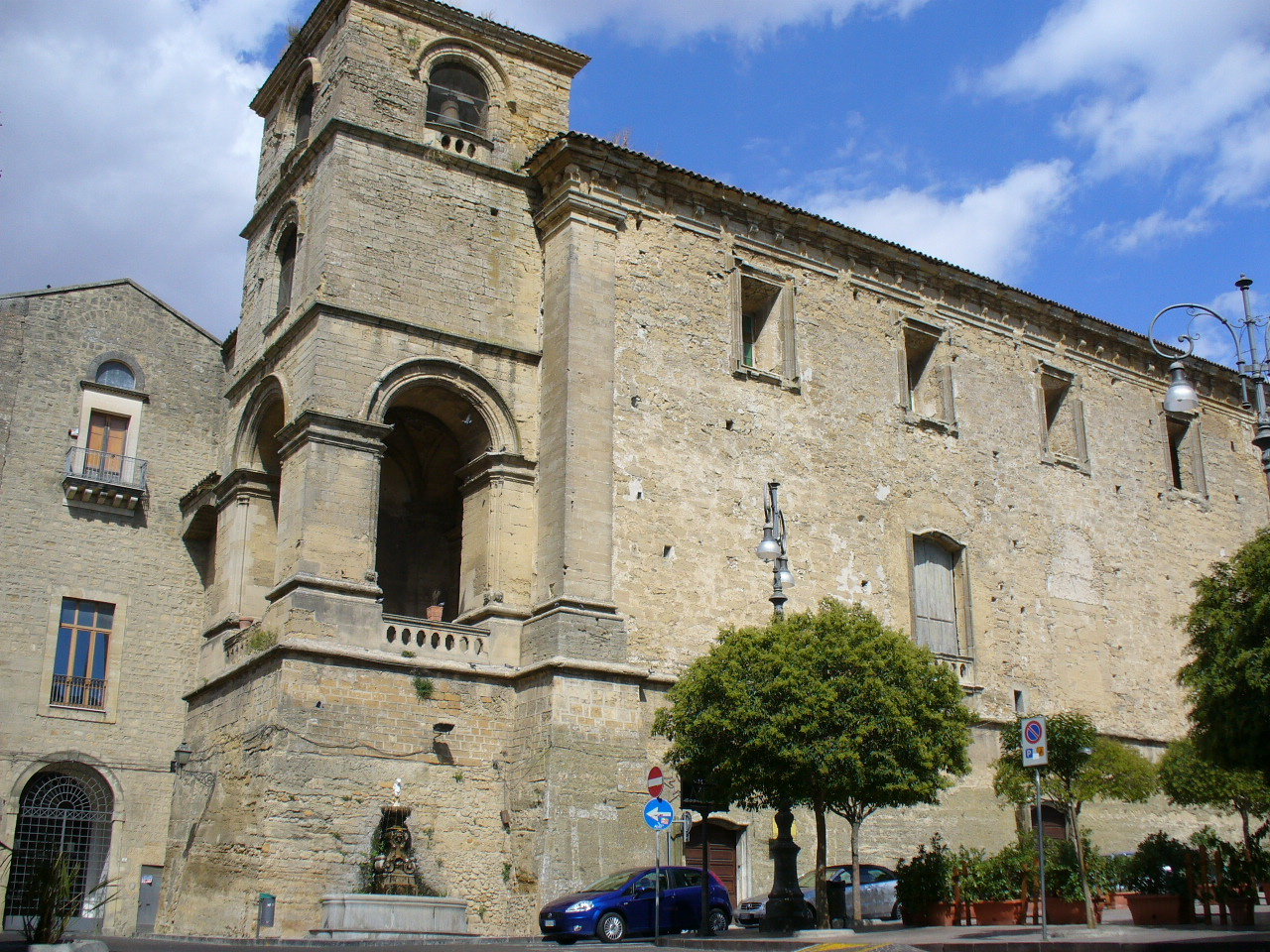
Chiesa di San Francesco d'Assisi e Convento